# جون هوكس (روائي)
جون هوكس (بالإنجليزية: John Hawkes)‏ (1925 - 1998م)، هو روائي أمريكي ولد عام 1925 بمدينة ستامفورد في مقاطعة كونيتيكت، وانتقل إلى هارفارد عام 1934م، ومنها إلى أوروبا حيث عمل سائقا لسيارة إسعاف في إيطاليا و ألمانيا، وانعكست تجربته هذه في روايته الأولى التي نشرها عام 1949م بعنوان «آكل لحوم البشر» التي عدها النقاد بداية ملامح جيل مابعد الحرب العالمية الثانية، وبعدها توالى إنتاج هويكس الادبي، ومالبث ان عاد إلى هارفارد ليدرس الإنجليزية من عام 1955م إلى 1958، وعمل في جامعة براون حتى تقاعد عام 1988م، وآخر رواياته نشرت عام 1997م، بعنوان «عين إيرلندية».
توفي يوم 15 مايو 1998 بمدينة بروفيدنس (رود آيلاند).

## من مؤلفاته
من ابرز أعماله:
- «آكل لحوم البشر» (رواية 1949).
- «وليم الجميل» (رواية 1993).
- «الضفدع» (رواية 1996).
- «عين إيرلندية» (رواية 1997).

## روابط خارجية
- جون هوكس على موقع الموسوعة البريطانية (الإنجليزية)
- جون هوكس على موقع إن إن دي بي (الإنجليزية)